# 民主青年同盟
民主青年同盟，简称民青，是中华民国大陆时期中国共产党在西南地区建立的青年团体。

## 概述
1945年1月，成立于昆明。由中共中央南方局和中共云南省工委组织和领导。成员以西南联合大学学生为主，主要活动范围是包括昆明全市大、中学生，其中的骨干大部分是中共党员；团体以“为新民主主义而奋斗”为口号，内容包括有开展反对内战，争取民主的运动，该同盟也是西南地区青年民主运动的核心。
到1945年11月底，盟员增至300人左右，在昆明西南联大、云南大学、中法大学、云南英语专科学校等四所大学和二十多所中学建立了分支部或小组，在昆明工人和几个专、县学校中建立了分支部，掌握了昆明学联和二十多所大、中学校自治会的领导权。
1946年6月以后，民青由云南省向北平、天津、重庆及国统区其他一些城市发展。之后中共地下党又建立了民青的姐妹组织民主青年联盟。
到1949年，民青、民联盟员在北平有4,500人；津、唐山有1,000余人，在云南全省民青约5,000人。中华人民共和国成立后，大部分盟员转入新民主主义青年团。